# Setmana Catalana de 1963
La Setmana Catalana de 1963, coneguda com a I Challenge Drink, va ser la 1a edició de la Setmana Catalana de Ciclisme. Es disputà en 5 proves independents del 13 al 24 de març de 1963. El vencedor final fou el càntabre, però instal·lat a Barcelona de ben petit, José Pérez-Francés de l'equip Ferrys per davant d'Antonio Suárez Vázquez i Fernando Manzaneque.
La cursa es componia de 5 trofeus (entre ells el Jaumendreu i el Masferrer) organitzats per diferents entitats. Els ciclistes es podien inscriure de manera independent en cada una de les proves i el vencedor final no es decidia pel temps acumulat sinó pels punts que es repartien en cada trofeu.
Pérez-Francés, va aconseguir liderar des del primer dia la competició gràcies a guanyar la primera prova i defensar-se bé la resta de les jornades.
Al tenir les dates molt espaiades entre si, molts ciclistes van aprofitar per participar en altres curses, com la Milà-Sanremo entre la 3a i la 4a prova.

## Etapes
| Etapa | Data       | Ciutats d'etapa                  | km    | Vencedor de l'etapa       | Líder de la general      |
| ----- | ---------- | -------------------------------- | ----- | ------------------------- | ------------------------ |
| 1a    | 13 de març | Barcelona – Barcelona            | 175,0 | José Pérez-Francés (ESP)  | José Pérez-Francés (ESP) |
| 2a    | 15 de març | Sant Sadurní d'Anoia – Barcelona | 172,0 | Fernando Manzaneque (ESP) | José Pérez-Francés (ESP) |
| 3a    | 17 de març | Barcelona – Figueres             | 175,0 | Adolf de Waele (BEL)      | José Pérez-Francés (ESP) |
| 4a    | 23 de març | Barcelona - Lleida               | 172,0 | Ramón Mendiburu (ESP)     | José Pérez-Francés (ESP) |
| 5a    | 24 de març | Tàrrega - Barcelona              | 171,0 | Carlos Echevarría (ESP)   | José Pérez-Francés (ESP) |

### 1a etapa (I Trofeu Doctor Assalit)[2]
03-03-1963: Barcelona, 175,0 km.:
|   | Ciclista                      | Equip          | Temps      |
| - | ----------------------------- | -------------- | ---------- |
| 1 | José Pérez-Francés (ESP)      | Ferrys         | 4h 35' 58" |
| 2 | José Martín Colmenarejo (ESP) | Faema-Flandria | + 2' 18"   |
| 3 | Josep Segú Soriano (ESP)      | Faema-Flandria | m. t.      |

### 2a etapa (XVIIITrofeu Jaumendreu)[3]
15-03-1963: Sant Sadurní d'Anoia – Barcelona, 172,0 km.:
|   | Ciclista                     | Equip          | Temps      |
| - | ---------------------------- | -------------- | ---------- |
| 1 | Fernando Manzaneque (ESP)    | Ferrys         | 5h 01' 44" |
| 2 | Antonio Suárez Vázquez (ESP) | Faema-Flandria | + 8"       |
| 3 | José Pérez-Francés (ESP)     | Ferrys         | + 1' 52"   |

### 3a etapa (XXVITrofeu Masferrer)[4]
17-03-1963: Barcelona – Figueres, 175,0 km.:
|   | Ciclista               | Equip          | Temps      |
| - | ---------------------- | -------------- | ---------- |
| 1 | Adolf de Waele (BEL)   | Libertas       | 4h 05' 03" |
| 2 | Sebastián Elorza (ESP) | Kas            | m. t.      |
| 3 | Ramón Mendiburu (ESP)  | Margnat-Paloma | m. t.      |

### 4a etapa (I Trofeu Nicolau Casaus)[5]
23-03-1963: Barcelona - Lleida, 172,0 km. :
|   | Ciclista                      | Equip          | Temps      |
| - | ----------------------------- | -------------- | ---------- |
| 1 | Ramón Mendiburu (ESP)         | Margnat-Paloma | 4h 39' 24" |
| 2 | José Pérez-Francés (ESP)      | Ferrys         | m. t.      |
| 3 | Antonio Gómez del Moral (ESP) | Faema-Flandria | m. t.      |

### 5a etapa (I Gran Premi Drink)[6]
24-03-1963: Tàrrega - Barcelona, 171,0 km.: 
|   | Ciclista                        | Equip          | Temps      |
| - | ------------------------------- | -------------- | ---------- |
| 1 | Carlos Echevarría (ESP)         | Kas            | 4h 37' 48" |
| 2 | Francesc Tortellà Rebassa (ESP) | Faema-Flandria | m. t.      |
| 3 | Sebastián Elorza (ESP)          | Kas            | + 2"       |

## Classificació General
|    | Ciclista                        | Equip          | Punts |
| -- | ------------------------------- | -------------- | ----- |
| 1  | José Pérez-Francés (ESP)        | Ferrys         | 83    |
| 2  | Antonio Suárez Vázquez (ESP)    | Faema-Flandria |       |
| 3  | Fernando Manzaneque (ESP)       | Ferrys         |       |
| 4  | Sebastián Elorza (ESP)          | Kas            | 40,78 |
| 5  | Francesc Tortellà Rebassa (ESP) | Faema-Flandria | 39    |
| 6  | Ramón Mendiburu (ESP)           | Margnat-Paloma | 35    |
| 7  | Josep Segú Soriano (ESP)        | Faema-Flandria | 29,31 |
| 8  | Juan Antonio Belmonte (ESP)     |                | 27,86 |
| 9  | Salvador Rosa Gómez (ESP)       | Faema-Flandria | 27,35 |
| 10 | Angelino Soler (ESP)            | Faema-Flandria | 22,97 |